# Авраам ибн Эзра
Авраам бен Меир ибн Эзра, (ивр. אברהם אבן עזרא‎, исп. Abraham ben Meir ibn Ezra); также Абен-Езра (1092, Тудела, тайфа Худидов — 1167, Калаорра, Королевство Наварра) — средневековый наваррский (испанский) и еврейский учёный раввин-философ, занимался математикой, богословием, астрономией, астрологией и особенно библейской экзегетикой, также поэт и лингвист, знал многие восточные языки. Автор простого и ясного толкования в буквальном смысле почти всех книг Ветхого Завета (за исключением Паралипоменона). Автор сборника гимнов, песен, шуток и загадок (немецкий перевод 1885—1892). Один из основополагателей грамматики ивритa. Среди математических достижений, ему принадлежат вычисления и свойства биномиальныx коэффициентов. Автор многих книг по астрономии и астрологии.
Современники называли его также арабским именем Абу-Исхак (Ибрагим) ибн-аль-Маджид ибн-Эзра. В средневековых сочинениях именовался Abraham Judaeus (Авраам Иудей), Avenara, Avenare (Авенара; Ебенара; Евенара).
Помимо самостоятельных трудов выполнил ряд классических переводов с арабского и может быть назван «главой переводной литературы» (ראש המעתיקים) с большим правом, чем переводчик с арабского Иуда ибн-Тиббон (1120—1190) из Люнеля, который начал свою деятельность на 20 лет позже и который оценивал по достоинству значение ибн Эзры для еврейства Средней Европы, называя его своим предшественником в деле «пробуждения интереса к светским наукам на еврейском языке», единственно доступном для евреев тех стран, где отсутствовало знакомство с арабским, научным языком того времени.
Лунный кратер Ибн Эзра назван в его честь.

## Биография
Сын некого Меира (бен-Меир). Родился в городе Тудела (ныне в провинции Наварра, Испания) во времена после распада Кордовского халифатa. Покинул родину в 1138 году. Момент, когда ибн Эзра навсегда покидает Испанию, является решающим в его жизни, разделяя её на два разных периода, различающихся резкой сменой во внешнем складе жизни и крутым переворотом в сфере деятельности.

### Первый (испанский) период
В первый, более длинный из этих двух периодов, ибн Эзра известен на своей родине, главным образом, как поэт и мыслитель. Его восхваляют как религиозного философа («мутекаллим»; «говорящий»; см. мутакаллимы) и как человека, одарённого большим красноречием. Авраам ибн-Дауд говорит о нём в конце своего «Sefer ha-Kabbalah» («Книга традиции») как о «последнем в цепи тех великих людей, которые составляли гордость испанского еврейства, подкрепляя руки Израиля песнями и словами утешения». К первому периоду относят большую часть его религиозных и других стихотворений. Сам ибн Эзра имеет обыкновение называть себя «певцом» (השר) или «отцом песней» (אבי שירות). В одном из элегических стихотворений ибн Эзра говорит: «Когда-то в юности своей я имел обыкновение сочинять песни, чтобы украшать ими еврейских ученых, как ожерельем». Гейне высоко ценил ибн Эзру как поэта: он поставил его рядом с такими величинами, как рабби Иехуда Галеви и Соломон ибн-Гебироль, назвав их «трёхзвездием» еврейско-испанской поэзии. А Цунц, признавая звучность и лёгкость его стиха, отмечал преобладание в творчестве ибн Эзры мысли над фантазией.
Личными друзьями ибн Эзры в испанский период были Йосиф ибн-Цаддик и Иехуда Галеви, который был лишь несколькими годами старше ибн Эзры. В его комментарии к Библии встречаются некоторые толкования, которые он мог позаимствовать только из бесед с р. Иехудой Галеви. Многие места того же комментария к Библии свидетельствуют, что ибн Эзра часто дискутировал с различными представителями караимского учения ещё в Испании, где это учение было тогда сильно распространено, и что он хорошо был знаком с литературой караимов..
Касательно семейных обстоятельств, лишь из одного места комментария ибн Эзры к кн. Исхода (12:2) можно заключить, что у него было пятеро детей. По-видимому, все они умерли в раннем возрасте, за исключением сына Исаака, который почти одновременно со своим отцом покинул Испанию и прο которого известно, что он в 1143 году сочинил стихотворение в Багдаде в честь своего покровителя Абу-ль-Баракат аль-Багдади. Когда тот принял ислам, Исаак (Абу-Сад) последовал его примеру. Согласно Альбрехту, ибн Эзра оставил Испанию позже своего сына Исаака, возможно из-за дошедшей до него вести о переходе последнего в ислам. Отклики этого события сохранились в двух его стихотворениях («Diwan», № 203, 205). После встречи с сыном ибн Эзра в 1140 году отправляется в Рим. Об этом он говорит в своём стихотворном введении к комментарию к Екклезиасту: что он покинул место своего рождения — Испанию и отправился в Рим.

### Второй (скитальческий) период
Во второй период деятельности, не будучи связан семейными узами, ибн Эзра ведёт жизнь скитальца, оставаясь в некоторых местах по нескольку лет. Его путешествие по Северной Африке и Египту могло быть совершено в промежуток времени между отъездом из Испании и прибытием в Рим (1140). Возможно, что пребывание ибн Эзры в Африке совпало с пребыванием там Иехуды Галеви. Одно место у Соломона ибн-Пархона, по-видимому, намекает на эту встречу, хотя замечание автора может быть истолковано и иначе. Возможно также, что путешествие ибн Эзры по Востоку — поездка в Палестину и Багдад (предание гласит, что ибн Эзра добрался даже до Индии) — должно быть отнесено ко времени между двумя его пребываниями в Италии или же имело место после его жизни в Италии и перед его поездкой в Прованс.
Уже в первый год жизни в Риме (1140) он разрабатывает некоторые задуманные им темы. За два поколения до него, в 1080 году Моисей ибн-Гикатилла (Джикатилла) сделал два перевода грамматических трудов Хайюджа, но неточных и неудовлетворительных, поэтому ибн Эзра взялся за новый перевод тех же самых произведений. Этими своими переводами он становится классическим предшественником семьи Тиббонитов.
Вплоть до 1155 года преподаёт грамматику и языки в среде итальянских евреев. В Риме его учеником был Вениамин бен-Иоаб, для которого ибн Эзра составил комментарий к Иову. Позже ибн Эзра останавливался в Лукке (1145), Мантуе (1145—1146) и Вероне (1146—1147). В Мантуе закончил (1145) грамматический труд «Zachot»; снова находился в этом городе в 1153 году. Плодом его пребывания в Италии явился целый ряд произведений по библейской экзегетике и грамматике.
В Прованс ибн Эзра отправился до 1155 года. Там он остановился в городе Безье, где написал книгу об именах и атрибутах Бога, посвятив её своим покровителям, Аврааму бар-Хаим и Исааку бен-Иегуда.
Затем ибн Эзра пребывал некоторое время в Северной Франции, в городе Дрё (Dreux). Ho вследствие описки долгое время думали, что ибн Эзра писал некоторые из своих произведений на острове Родосе, так как еврейское «דרוס» (Dreux) превратилось у переписчиков в «רדוס»; и с лёгкой руки Греца впоследствии под этим стали подразумевать город Родез (Rhodez) в Южной Франции. В Дрё ибн Эзра завершил некоторые из своих трудов экзегетического характера и там же приступил к составлению нового комментария к Пятикнижию. Там же общался с двумя знаменитыми внуками Раши, р. Яковом Там и р. Самуилом б.-Меир; сохранилось даже стихотворение, составленное ибн Эзрой в честь последнего.
В 1156 г. он посетил Лондон, где написал свое религиозно-философское произведение «Jesod Моrа» (יסוד מורא) для своего ученика Иосифа бен-Яков, а также небольшой трактат о субботе (אגרת שבת).
В 1160 году поселился в Нарбонне.

### Способности и учёная деятельность

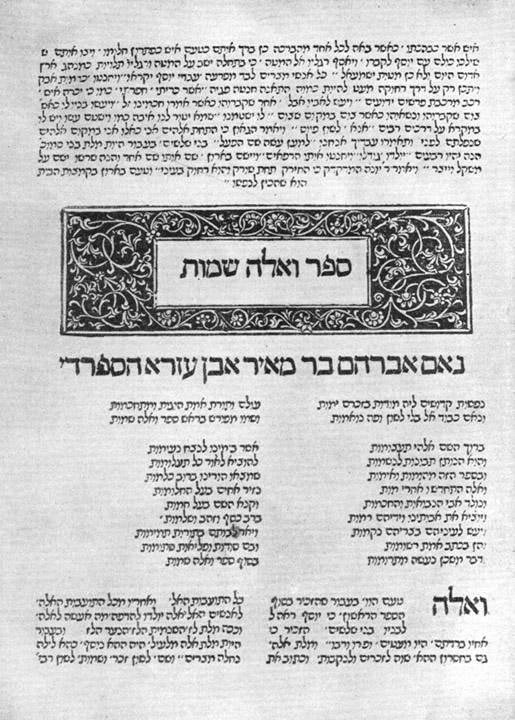
Книга исхода с комментариями Авраама ибн Эзры. Неаполь. 1488 год

Был поэтом, обладал метрической техникой как на еврейском, так и на арабском языках. Как и другие средневековые поэты (Исаак ибн-Гиат, Моисей ибн-Эзра и Иехуда Галеви) воспевал голубя — эмблему еврейского народа, изображая одинокую бесприютную голубку, тоскующую по своему возлюбленному. Написал много акростихов своего имени «Abraham»; иногда, подобно другим поэтам, в виде акростиха приводил в письмах имя своего корреспондента. Ему приписывают акростих-загадку — ответ на вопрос, касающийся религиозного обряда, который можно одинаково читать по четырём направлениям: а) справа налево; б) слева направо; в) сверху вниз; г) снизу вверх:
פ ר ש נ ו

ר ע ב ת ן

ש ב ד ב ש

ג ת ב ע ר

ו נ ש ר ף

#### Философия и библейская экзегетика
В религиозно-философском отношении близок к неоплатонической школе, однако определённой позиции в характерном для Средних веков споре между платониками и аристотеликами не занимал. Но в его комментариях на Пятикнижие Моисея (с 1152—1153), на Книгу Исаии (1154—1155), на Псалмы, Книгу Даниила и прочие, обнаруживается стремление выработать новый метод, в котором грамматика и история играли гораздо большую роль, чем им предоставлялось раньше. Исходил ибн-Эзра всё же из оснований арабской религиозно-философской школы калам, возникшей в VIII—IX веках и оказавшей сильное влияние на еврейскую средневековую религиозную философию. Учение мутекаллимов, которых он цитирует под именем «мужей исследования» (אנשי המחקר) или «мужей разумного соображения» (אנשי שקול הדעת), ему, несомненно, известно. В одном из своих ранних философских сочинений он примыкает к ним по вопросу о доказательстве наличности Творца, а также по вопросу о божественных признаках, или атрибутах.
Экзегетические труды ибн-Эзры — наряду с комментариями Раши — являются наиболее читаемыми и популярными в еврействе. В своём комментарии ибн-Эзра, по сути, является — после Джикатиллы — первым библейским критиком, высказывая в разных местах довольно смелые предположения относительно авторства определённых стихов Торы, не касавшихся, тем не менее, вопросов божественности происхождения Торы как источника религиозного закона. Из уважения к традиции свои критические замечания он всегда облекал в загадочные формы. Эти его загадки дали повод к появлению многих суперкомментариев (напр.,
Соломона Франко и Алтабиба в XIV веке) к его комментарию. Когда высказывал свои воззрения лишь намеками, то при этом добавлял: «we-ha-Maskil jobin» («и разумеющий поймёт»).
Основной мыслью Песни Песней считал томление любви; однако в заключении комментария — по установленной раввинской традиции — объясняет её в смысле отношений Израиля к Богу. Благодаря этой благоразумной осторожности, метод ибн-Эзры пользовался всеобщим уважением и имел одинаково большое влияние и на людей умеренно-прогрессивных, например на Маймонида, и на таких крайне последовательных мыслителей, как Спиноза.

#### Астрономия
Как астроном, участвовал в трудах учёных, достигших разделения земного шара, посредством экватора, на две равные части.

#### Астрология
Αстрология, которая в Средние века у евреев носила название «Хохмат ха-Ниссаион» (ивр. חכמת הניסיון‎ «искусство/премудрость предсказания») — в отличие от «Хохмат ха-Хизаион» (ивр. חכמת החיזָיון‎ «наблюдение над звёздами» или астрономия) была сильно распространена среди евреев, которые занимались ей как профессией и как наукой. Авторитетом в области астрологии Ибн-Эзра считал Якуба ибн-Тарика, говоря, что тот привёз астрономические таблицы из Индии в Багдад при халифе Алмансуре — в 777 году. Современником ибн-Тарика был Машалла (754—813), знаменитый придворный астролог Алмансура и Мамуна (около 800 г.), некоторые из сочинений которого Ибн-Эзра перевёл с арабского языка на еврейский.
Авраам ибн-Эзра был одним из самых восторженных поклонников и пропагандистов астрологии, которую он называет «возвышенной наукой». Кроме перевода с арабского на еврейский язык «Вопросов» Машаллы и другого его сочинения, «О затмении луны», он написал:
- «Гороскоп»,
- «Рассуждения о констелляциях»,
- «Reschith Chochmah» («Начало мудрости») — где обнаруживает полное знакомство с теориями Архимеда[29],
- «Книгу о мироздании»,
- трактат о «планетах»,
- трактат «о светилах»,
- трактат «О причинах» («Ha-Theamim»),
- составил свой особый гороскоп.

В своих комментариях к Библии он часто обращается к астрологии. Небо с созвездиями предоставляется ему «книгой жизни», в которой начертана судьба человека; перемена судьбы зависит лишь от всемогущества Бога, управляющего жизнью.

### Конец жизни
Как можно заключить из стихотворения, помещённого в конце его комментария к Пятикнижию, ибн Эзра заканчивает свою жизнь там, где начался второй период его литературной деятельности, — в Риме. Там он завершил свой комментарий и начал своё последнее грамматическое произведение, «Safah Berurah» (שפה ברורה). Во вступительных строфах к этому оставшемуся незаконченном труду, предпринятому им для ученика Соломона, ибн Эзра выразил надежду, что это произведение «явится завещанием Авраама бен-Меир, память о котором оно будет передавать из поколения в поколение». В стихотворении «Nedod Hessir оni» (נדוד הסיר אוני) он характеризует второй периοд своей жизни словами: «Я пребывал в этих местах как скиталец, писал много и раскрывал людям тайны науки».
Если согласиться с утверждением Авраама Закуто, что ибн Эзра умер в Калаорре — в Северной Испании, на границе между Наваррой и Старой Кастилией, то придётся допустить, что сильное желание увидеть перед смертью свою родину заставило ибн Эзру покинуть Рим. Сам ибн Эзра рассматривал свою жизнь как жизнь изгнанника и постоянно называл себя «испанцем» (ספרדי)..

## Основные труды
Из многочисленных сочинений ибн-Эзры главнейшие:
- толкование на весь Ветхий Завет (за исключением Паралипоменона),
- «Sefer Mesnajiv» — сочинение о еврейской грамматике (лучшее изд. — Вольфа Гейденгейма, Оффенбах, 1794);
- «Divan» (изд. Эгером, Берлин, 1886) — сборник поэтических произведений ибн-Эзры, показавший, что он равно силён и как поэт и как мыслитель. Содержит много гимнов, философские рассуждения, похоронные песни, песни любовные, загадки и шутки. Загадки составлял на грамматические формулы, большею частью на буквы «м» и «н»[31]. Сюда вошла также религиозно-философская поэма «חי בן מקיץ», написанная белыми стихами на основании прозаического произведения Авиценны на арабском языке[7].

### Перечень других трудов
- По экзегетике и грамматике[7]:
  - «Мознаим» (מאזנים; «Весы»[32]) — первый значительный труд ибн-Эзры, включает ценный список корифеев еврейско-испанской учёности, имена которых без этого исчезли бы бесследно;
  - «Сефер ха-йесод» («Книга основы», ивр. ספר היסוד), или «Йесод дикдук» («Основа грамматики», ивр. יסוד דקדוק);
  - «Цахот» («Чистое») ивр. ספר צחות‎ (1145) — лучший грамматический труд ибн-Эзры (впервые издан в 1546);
  - «Сефер ha-Шем» («Книга имени», ספר השם) — усматривал в словах «маим» («вода»; ср. русск. «воды») и «шамаим» («небо»; ср. русск. «небеса») формы двойственного числа и обосновывал свой взгляд философски; именовал двойственное число «лешон шенаим», а позднейшие еврейские грамматики называют его «рибуй ha-зуги» (множественное парное)[33] (изд. Lippmann, 1834).
  - «Сафа брура» («Ясный язык», ивр. שפה ברורה) — последний и незаконченный труд о грамматике, касается вопроса о родстве еврейского языка с арабским и арамейским, идя при этом по стопам родоначальника сравнительного языковедения в еврействе, Абульвалида ибн-Джанаха.
- по философии[7]:
  - «Йесод мора» (מורא יסוד) — труд был посвящён Иосифу бен-Якову (возможно ученику ибн-Эзры, автору суперкомментария к ибн-Эзре на кн. Исход)[34] (изд. Соломоном Алмоли[англ.] в 1529[35]);
  - «Аругат ha-Хохма» («Грядка мудрости», ивр. ערוגת החכמה);
  - «Рardes ha-Mezimmah» («Сад замысла», ивр. פרדס המזמה);
  - «Sefat Yeter» (Sefat Jeter) — речь в защиту Саадии Гаона против критики Дунаша бен Лабрата (изд. Соломоном Алмоли в 1530[35]).
- по математике[7]:
  - «Сефер ha-Эхад» («Книга единицы», ивр. ספר האחד) — о свойствах чисeл от единицы до девяти; издано Пинскером и Гольдгартом в Одессе в 1867 г.
  - «Sefer ha-Mispar» («Книга числа», ивр. ספר המספר, также יסוד המםפר).
- пο астрономии[7]:
  - «Сефер ha-Иббур» («Книга добавления [месяца]», ивр. ספר העבור) — о календаре. Включает довод караимского учёного начала X века Бен-Зуты (Ben Zuta; Abu al-Surrī) на основании ряда библейских мест, доказывающих, будто в Св. Писании ясно указан способ определения месяцев и праздников путём наблюдения Луны, причём главным доказательством служит кн. Бытия (Быт. 1:14)[36]. Изд. Гальберштаммом в 1874[37].
  - «Кли hа-нехошет» («Медный сосуд», ивр. כלי הנחושת) — об устройстве астролябии.
- переводы с арабского языка на еврейский[7][38]:
  - сочинения Хайюджа по грамматике;
  - два сочинения арабского астролога Машаллы (Maschallah; 754—813) под названием «Шеэлот» («Вопросы», ивр. שאלות) и «Кадрут» («Мрак», ивр. קדרות), ο затмениях; последнее было издано Гросбергом в виде приложения к комментарию к «Сефер йецира» («Книге творения», ивр. ספר יצירה Дунаша бен-Тамим (Лондон, 1902).
  - трактат о гадании «Сефер ha-Горалот» («Книга судеб», ивр. ספר הגורלות).

Значительное число лучших стихотворений ибн-Эзры было издано Давидом Розином в «Jahresberichte» раввинской семинарии в Бреслау (1885—1894). Другое издание стихотворений ибн-Эзры вышло в Варшаве с примечаниями и введением Давида Кагана (1894).

## Издания переводов на русский язык
- Авраам ибн Эзра. Комментарий на книгу Бытия (пер. со ср.-век. иврита С. Г. Парижского) // Классические библейские комментарии: Книга Бытия. Сборник переводов с древнееврейского, арамейского и средневекового иврита. — М.: Олимп, 2010. — 700 c. — 1000 экз. — ISBN 978-5-7390-2468-8